# Ernest Pohl
Ernest Pohl, noto anche come Ernest Pol (Ruda Śląska, 3 novembre 1932 – 12 settembre 1995), è stato un calciatore polacco, di ruolo centrocampista.

## Carriera
Prese parte alle Olimpiadi del 1960 con la sua nazionale, di cui è stato per alcuni anni il miglior marcatore in assoluto (attualmente invece è al quinto posto di questa classifica dietro a Robert Lewandowski, Włodzimierz Lubański, Grzegorz Lato e Kazimierz Deyna).
Pohl è inoltre il giocatore che ha segnato più reti nella storia del campionato polacco.